# Odwrócona chromatografia gazowa
Odwrócona chromatografia gazowa (lub inwersyjna chromatografia gazowa, IGC, z ang. inverse gas chromatography) – technika służąca do badania właściwości powierzchniowych, np. adsorbentów, katalizatorów heterogenicznych, polimerów itp.
Opiera się na technice chromatografii gazowej.
Obiektem jej badań jest wypełnienie kolumny chromatograficznej, na które dozuje się pary odpowiednio dobranego, o znanych właściwościach, czystego związku chemicznego, eluującego najczęściej w warunkach izotermicznych.
Zarejestrowany chromatogram (lub odpowiedni zbiór chromatogramów) poddawany jest dalszej obróbce matematycznej, w wyniku której otrzymuje się np. parametry izotermy adsorpcji, ciepło adsorpcji czy rozkład energii powierzchniowej.

## Wyznaczanie izotermy adsorpcji
Jedna z metod:

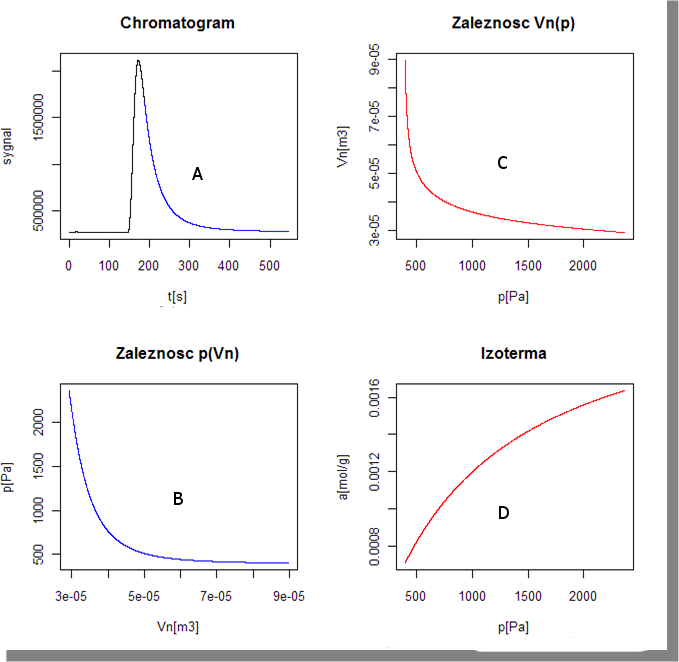
Przekształcenia chromatogramu

Wybierany jest zakres danych pomiarowych z otrzymanego chromatogramu (A), oś sygnału jest przekalibrowywana na stężenie chwilowe, a następnie na ciśnienie równowagowe (z równania stanu gazu doskonałego), natomiast oś czasu retencji na objętość retencji (B). Po zamianie miejscami osi (C), otrzymuje się zależność
{\displaystyle {\frac {da}{dp}}={\frac {V_{n}}{m}}.}
Następny etap to dopasowanie numeryczne przetworzonych danych do wybranej pochodnej izotermy adsorpcji i wyznaczenie jej parametrów, czego wynikiem jest wykres (D).